# رحلة إلى القرية
رحلة إلى القرية "Viaje a la Alcarria" رواية للكاتب الإسباني كاميلو خوسيه ثيلا الحائز على جائزة نوبل في الأدب سنة
1989،صدرت سنة 1948.ونُسبت ترجمتها إلى صالح علماني.

## أحداث الرواية
رواية رحلة إلى القرية (Viaje a la Alcarria) ، ، تُوثّق رحلة المؤلف سيرًا على الأقدام عبر منطقة ألكاريا وسط إسبانيا، حيث يلتقي بمجموعة متنوعة من الشخصيات الريفية، ويُسجّل انطباعاته عن الحياة اليومية والبساطة التي تميز سكان القرى. بأسلوب يجمع بين السرد الواقعي والتأملات الذاتية، يعرض ثيلا مشاهد من الطبيعة، والمواقف الإنسانية، والحوارات العابرة، ليُقدّم صورة حية عن الريف الإسباني في فترة ما بعد الحرب الأهلية، ويُحوّل الرحلة إلى تجربة أدبية تتأمل في الهوية والوجود

## شخصيات الرواية
لا تعتمد الرواية على شخصيات رئيسية تقليدية كما في الروايات الكلاسيكية، بل تُقدّم مجموعة كبيرة من الشخصيات المحلية التي يلتقي بها الراوي خلال رحلته في منطقة ألكاريا
- الفلاحون وأصحاب الحانات: يمثلون جوهر الحياة اليومية في القرى، ويُظهرون بساطة العيش ودفء العلاقات.
- النساء الريفيات: يظهرن في مشاهد متعددة، غالبًا في سياقات العمل أو الحديث العابر، ويعكسن صلابة الشخصية الريفية.
- الأطفال: يضفون على الرواية لمسة من البراءة والمرح، ويُستخدم حضورهم لتسليط الضوء على الأمل والاستمرارية.
- الراوي نفسه: وهو الشخصية المحورية، يتفاعل مع الجميع، ويُقدّم تأملاته الشخصية حول ما يراه ويسمعه، مما يمنح الرواية طابعًا ذاتيًا وإنسانيًا.[4]

## أسلوب الرواية
تُتميّز رواية رحلة إلى القرية بأسلوب سردي يجمع بين الواقعية والتأمل، حيث ينطلق الراوي في رحلة مشي عبر منطقة ألكاريا وسط إسبانيا، ويصف مشاهد الطبيعة واللقاءات العابرة مع سكان القرى بلغة بسيطة ودقيقة. يتجنّب ثيلا الحبكة التقليدية، ويعتمد على مشاهد متفرقة تُبنى على الانطباعات الشخصية، مما يمنح النص طابعًا يومياتيًا وفلسفيًا. ويُبرز الكاتب من خلال هذا الأسلوب حنينه إلى البساطة، ويُعيد تشكيل الشخصيات والمواقف بأسلوب أدبي يبتعد عن المباشرة، ليُقدّم صورة حية عن الريف الإسباني في فترة ما بعد الحرب الأهلية. كما يُوظف ثيلا هذه الرحلة كمرآة ثقافية واجتماعية تعكس تحولات إسبانيا الداخلية في تلك الحقبة، ويُضفي على النص مسحة شاعرية تجعل من المشي فعلًا تأمليًا يشبه العبور نحو الذات

## الإستقبال والنقد
تُعد الرواية من أبرز أعمال أدب الرحلات في إسبانيا بعد الحرب الأهلية ،وقد أشاد النقاد بأسلوبها الذي يمزج بين الواقعية والتأمل الفلسفي، حيث يُقدّم الكاتب مشاهد الحياة الريفية الإسبانية بلغة بسيطة وعميقة، دون الوقوع في المباشرة أو التقريرية. تدور أحداثها حول رحلة الكاتب سيرًا على الأقدام عبر منطقة الكاريا، حيث ينقل مشاهد الحياة الريفية والتقاليد المحلية بأسلوب بسيط يتسم بالعمق والتأمل. وقد نالت الرواية إعجاب النقاد بفضل صدقها الفني وابتعادها عن التزويق، إلى جانب قدرتها على تحويل تجربة السفر إلى حكاية إنسانية رمزية تعبّر عن الهوية الوطنية والتحولات الاجتماعية. ويُنظر إليها كعمل مؤسس في أدب الرحلة الإسباني الحديث، وقد ساهمت في ترسيخ مكانة ثيلا كواحد من أعلام الأدب في القرن العشرين، مما مهّد لاحقًا لنيله جائزة نوبل في الأدب عام 1989.